# Stanisław Szymecki
Stanisław Szymecki (ur. 26 stycznia 1924 w Katowicach, zm. 26 września 2023 w Białymstoku) – polski duchowny rzymskokatolicki, doktor teologii fundamentalnej, rektor Wyższego Śląskiego Seminarium Duchownego w Krakowie w latach 1968–1978, biskup diecezjalny kielecki w latach 1981–1993, arcybiskup metropolita białostocki w latach 1993–2000, od 2000 arcybiskup senior archidiecezji białostockiej.

## Życiorys
Urodził się 26 stycznia 1924 w Katowicach. W 1931 wyemigrował z rodziną do Paryża. Kształcił się w niższym seminarium duchownym w Brive. Formację kapłańską zdobywał w wyższych seminariach duchownych w Bon-Encontre (1941–1942), Agen (1942–1946), a także w Polskim Seminarium Duchownym w Paryżu (1946–1947). Na diakona wyświęcił go 3 maja 1947 w kaplicy Seminarium Polskiego w Paryżu arcybiskup Angelo Giuseppe Roncalli, nuncjusz apostolski we Francji (późniejszy papież Jan XXIII). Święceń prezbiteratu udzielił mu 3 lipca 1947 kardynał Emmanuel Suhard, arcybiskup metropolita Paryża. W tym samym roku uzyskał licencjat z teologii. W latach 1959–1961 odbył studia w Instytucie Katolickim w Paryżu, które ukończył ze stopniem doktora teologii fundamentalnej.
W 1948 powrócił na Śląsk, gdzie przez rok był wikariuszem równocześnie w trzech parafiach: Najświętszego Serca Pana Jezusa w Brzezinach Śląskich, Świętych Piotra i Pawła w Kamieniu oraz Matki Bożej Wspomożenia Wiernych w Dąbrówce Wielkiej. W latach 1949–1957 był sekretarzem i kapelanem biskupa Stanisława Adamskiego. Razem z nim od 1952 do 1956 przebywał na wygnaniu z diecezji w domu sióstr Urszulanek w Lipnicy. Następnie w latach 1957–1959 pełnił funkcję kapelana w Szpitalu Miejskim nr 4 w Katowicach. W latach 1978–1980 pracował jako proboszcz w parafii św. Wojciecha w Mikołowie i dziekan dekanatu mikołowskiego.  W kurii biskupiej w Katowicach pracował na stanowiskach egzaminatora prosynodalnego i cenzora ksiąg religijnych. Był członkiem diecezjalnej rady duszpasterskiej (pastoralnej) i rady kapłańskiej. Brał udział w I Synodzie Diecezji Katowickiej. W latach 1980–1981 pełnił funkcję wicerektora Polskiej Misji Katolickiej we Francji. W 1971 otrzymał godność prałata domowego Jego Świątobliwości.
Od powrotu ze studiów w Paryżu w 1961 do 1978 był wykładowcą w Wyższym Śląskim Seminarium Duchownym w Krakowie. W latach 1966–1968 pełnił funkcję wicerektora, a w latach 1968–1978 rektora tego seminarium. Ponadto od 1975 do 1978 był przewodniczącym Kolegium Rektorów Polskich Wyższych Seminariów Duchownych.
27 marca 1981 został mianowany biskupem diecezjalnym diecezji kieleckiej. Święcenia biskupie otrzymał 12 kwietnia 1981 w kaplicy Sykstyńskiej w Rzymie. Udzielił mu ich papież Jan Paweł II, w asyście Jana Gurdy, biskupa pomocniczego kieleckiego, i Szczepana Wesołego, biskupa pomocniczego gnieźnieńskiego, delegata prymasa Polski ds. Duszpasterstwa Emigracji. 18 kwietnia 1981 objął kanonicznie diecezję, natomiast 26 kwietnia 1981 odbył ingres do bazyliki katedralnej Wniebowzięcia Najświętszej Maryi Panny w Kielcach. Jako dewizę biskupią przyjął słowo „Diliges” (Będziesz miłował). W diecezji kieleckiej w latach 1984–1991 przeprowadził III Duszpasterski Synod Diecezjalny. W 1982 ustanowił Studium Teologiczne dla Świeckich w Kielcach, a w 1989 Diecezjalny Ośrodek Kształcenia Organistów i Caritas Diecezji Kieleckiej. Utworzył Dom Jana Pawła II w Kielcach, Dom Rekolekcyjny w Skorzeszycach, Dom dla Chorych i Niepełnosprawnych w Piekoszowie, Domy Samotnej Matki w Łukowej i Wiernej oraz Dom Biskupów Kieleckich. Rozbudował gmach Wyższego Seminarium Duchownego w Kielcach i Dom Księży Emerytów w Kielcach. W 1982 reaktywował kwartalnik homiletyczny „Współczesna Ambona”, a w 1990 wydawnictwo „Jedność”. Założył też Diecezjalną Radiostację Jedność. W 1991 przyjął w Kielcach Jana Pawła II w trakcie jego IV podróży apostolskiej do Polski.
15 maja 1993 został mianowany arcybiskupem metropolitą białostockim. Ingres do bazyliki archikatedralnej Wniebowzięcia Najświętszej Marii Panny w Białymstoku odbył 5 czerwca 1993. 29 czerwca 1993 otrzymał w Rzymie paliusz metropolitalny. W archidiecezji zorganizował w 1994 I Białostocki Kongres Rodziny, a w 2000 zakończył rozpoczęty w 1991 pierwszy synod diecezjalny. Erygował Kapitułę Kolegiacką w Krypnie, a także ustanowił nowe dekanaty – Białystok Śródmieście i Białystok Wschód. Utworzył Studium Teologii w Białymstoku, Muzeum Archidiecezjalne, Radę Ruchów Katolickich, a także Dom Opieki Caritas w Białymstoku. Założył pismo diecezjalne „Czas Miłosierdzia” (przekształcone w miesięcznik „Drogi Miłosierdzia”) i archidiecezjalne Radio Miłosierdzie (następnie Radio i). Zakończył postępowanie diecezjalne procesów beatyfikacyjnych księdza Michała Sopoćki oraz księży męczenników II wojny światowej. 26 listopada 2000 papież Jan Paweł II przyjął jego rezygnację z obowiązków arcybiskupa metropolity białostockiego.
W Episkopacie Polskim objął funkcje przewodniczącego Komisji Iustitia et Pax oraz Komisji ds. Seminariów Duchownych. Został delegatem do współpracy ze stałą watykańską Interdykasterialną Komisją do proporcjonalnego rozmieszczenia kapłanów w świecie. Wszedł też w skład Komisji ds. Nauki Katolickiej, Komisji ds. Powołań Duchownych, Komisji ds. Duszpasterstwa Emigracji, Komisji ds. Duchowieństwa oraz Komisji Mieszanej Biskupi i Wyżsi Przełożeni Zakonni. Ponadto został członkiem Papieskiej Rady Iustitia et Pax i konsultorem Kongregacji Wychowania Katolickiego. W latach 1987 i 1990 brał udział w Synodach Biskupów w Rzymie.
W 1982 konsekrował biskupa pomocniczego kieleckiego Mieczysława Jaworskiego. Był współkonsekratorem podczas sakr biskupa pomocniczego sandomiersko-radomskiego Adama Odzimka (1985), biskupa pomocniczego kieleckiego Piotra Skuchy (1987), biskupa diecezjalnego drohiczyńskiego Antoniego Dydycza (1994), biskupa pomocniczego katowickiego Stefana Cichego (1998) i biskupa pomocniczego białostockiego Henryka Ciereszki (2012).
Zmarł 26 września 2023 w Białymstoku. 30 września 2023 został pochowany w krypcie archikatedry białostockiej.

## Odznaczenia i wyróżnienia
W 1998 nadano mu tytuły honorowego obywatela Katowic i Białegostoku. W 2012 otrzymał Odznakę Honorową Województwa Podlaskiego.
W 2006 został przyjęty w poczet członków Zakonu Rycerskiego Grobu Bożego w Jerozolimie, w zakonie otrzymał rangę Komandora z Gwiazdą.